# Maria Dulcetti Vibranovski
Maria Dulcetti Vibranovski (Rio de Janeiro, 28 de abril de 1978) é uma bióloga, professora e pesquisadora brasileira na área de genética e evolução.

## Biografia
Vibranovski graduou-se em Ciências Biológicas em 2000 pela Universidade Federal do Rio de Janeiro (UFRJ). Obteve o título de mestre em genética em 2002, também pela UFRJ, e concluiu o doutorado em Bioquímica em 2005 pela Universidade de São Paulo (USP),.
Em 2010, realizou estágio de pós-doutorado no Departamento de Ecologia e Evolução da Universidade de Chicago, onde permaneceu como pesquisadora de 2011 a 2012. Foi professora associada na Arizona State University entre 2022 e 2023 e pesquisadora no programa Jovem Pesquisador da Fundação de Amparo à Pesquisa do Estado de São Paulo (FAPESP) de 2016 a 2021.
Atualmente, é professora associada no Departamento de Genética e Biologia Evolutiva do Instituto de Biociências da Universidade de São Paulo, sendo livre-docente desde 2024.

## Áreas de pesquisa
Sua atuação acadêmica envolve estudos em:
- Expressão gênica na gametogênese;
- Evolução de novos genes;
- Cromossomos sexuais;
- Bioinformática.

## Obras selecionadas
Algumas das principais publicações de Maria Dulcetti Vibranovski incluem:
- Long, M., VanKuren, N. W., Chen, S., & Vibranovski, M. D. (2013). New gene evolution: little did we know. Annual review of genetics, 47(1), 307-333.

- Vibranovski, M. D., Lopes, H. F., Karr, T. L., & Long, M. (2009). Stage-specific expression profiling of Drosophila spermatogenesis suggests that meiotic sex chromosome inactivation drives genomic relocation of testis-expressed genes. PLoS genetics, 5(11), e1000731.

- Zhang, Y. E., Vibranovski, M. D., Landback, P., Marais, G. A., & Long, M. (2010). Chromosomal redistribution of male-biased genes in mammalian evolution with two bursts of gene gain on the X chromosome. PLoS biology, 8(10), e1000494.

- Zhang, Y. E., Landback, P., Vibranovski, M. D., & Long, M. (2011). Accelerated recruitment of new brain development genes into the human genome. PLoS biology, 9(10), e1001179.